# Allahganj
Allahganj là một thị xã và là một nagar panchayat của quận Shahjahanpur thuộc bang Uttar Pradesh, Ấn Độ.

## Địa lý
Allahganj có vị trí 27°33′B 79°41′Đ / 27,55°B 79,68°Đ Nó có độ cao trung bình là 142 mét (465 feet).

## Nhân khẩu
Theo điều tra dân số năm 2001 của Ấn Độ, Allahganj có dân số 11.956 người. Phái nam chiếm 53% tổng số dân và phái nữ chiếm 47%. Allahganj có tỷ lệ 50% biết đọc biết viết, thấp hơn tỷ lệ trung bình toàn quốc là 59,5%: tỷ lệ cho phái nam là 59%, và tỷ lệ cho phái nữ là 40%. Tại Allahganj, 19% dân số nhỏ hơn 6 tuổi.